# کانادا در المپیک تابستانی ۱۹۴۸

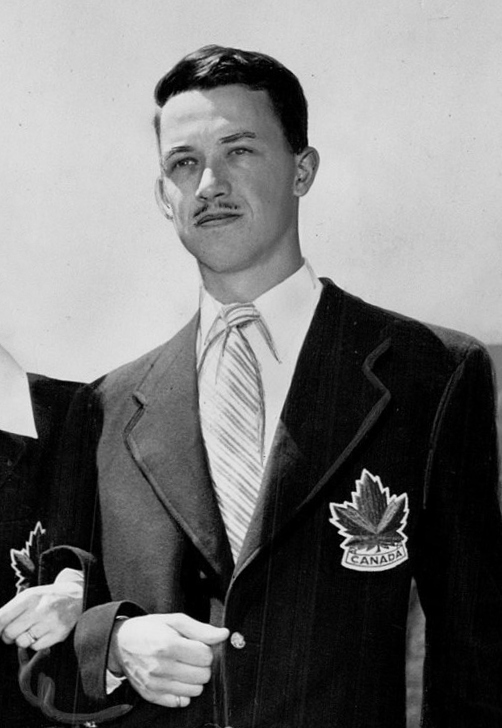
تصویر یکی از ورزشکاران کاروان کانادا در المپیک ۱۹۴۸

کانادا در بازی‌های المپیک تابستانی ۱۹۴۸ که در شهر لندن برگزار شد، کاروان کانادا با ۱۱۸ ورزشکار در این رقابت‌ها شرکت کرد و موفق به کسب ۳ مدال (۰ طلا، ۱ نقره، ۲ برنز) شد. در جدول رتبه‌بندی توزیع مدال‌ها، کانادا در ردهٔ ۲۵ مسابقات قرار گرفت.